# Jazýček jadranský

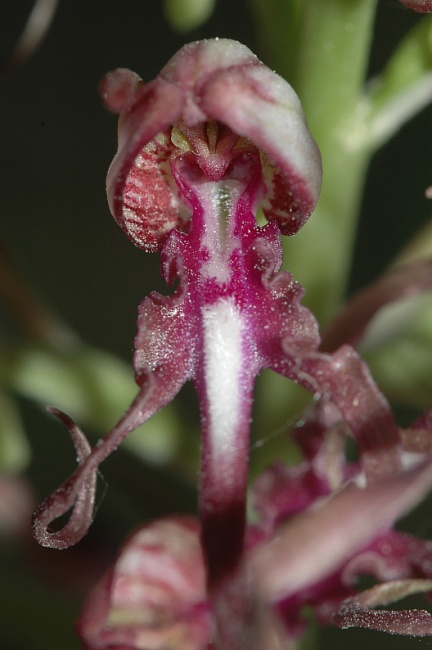
Květ

Jazýček jadranský (Himantoglossum adriaticum) je vzácně se vyskytující orchidej, nápadná v době kvetení okolo půl metru vysokou lodyhou porostlou řídkým květenstvím složeným z vícebarevných, neobvykle tvarovaných květů s vyčnívajícími, jazykovitě rozeklanými pysky. Je jediný druh rodu jazýček, který se v ČR vyskytuje a byl teprve v sedmdesátých létech 20. století odlišen od, v západní Evropě rostoucího, jazýčku kozlího (Himantoglossum hircinum).

## Rozšíření
Areál nemá velký, rozkládá se od Itálie, Slovinska a Chorvatska přes Maďarsko a Rakousko po Slovensko a Českou republiku, kde vede severní hranice výskytu. V minulosti rostl v Čechách (Milešovské středohoří) i na Moravě (Drahanská vrchovina, Dyjsko-svratecký úval, Pálava), byl však vždy dost vzácný. Dnes se vyskytuje pouze v údolí říčky Chvojnice u Ketkovic v okrese Brno-venkov. Podle tam v roce 2004 rostlo asi jen 40 posledních exemplářů.

## Ekologie
Jazýček jadranský je teplomilná, polostinná bylina rozvolněných lesostepí, světlých míst listnatých lesů, jejich okrajů a výslunných křovinatých strání. Konkurenčně slabý druh vyžadující půdu vysýchavou, neutrální až zásaditou, která může být kamenitá, mělká a nejlépe na vápencovém podloží.
Geofyt s hlízou, která se jen vzácně může rozdělit a vznikne nová rostlina. Vytváří již na podzim listovou růžici, jež přečkává zimu a za příznivých podmínek může během ní i přirůstat. Růžice s dostatkem živin začínají počátkem května vypouštět lodyhy a v červnu a červenci nasazují květy, ostatní již v březnu usychají. Opylovány jsou blanokřídlým hmyzem, brylky pylu jsou nazelenalé. Za postupně zhoršených klimatických nebo stanovištních podmínek je rostlina schopna po nějakou dobu jen přežívat a nekvést, až posléze zmizí.

## Popis

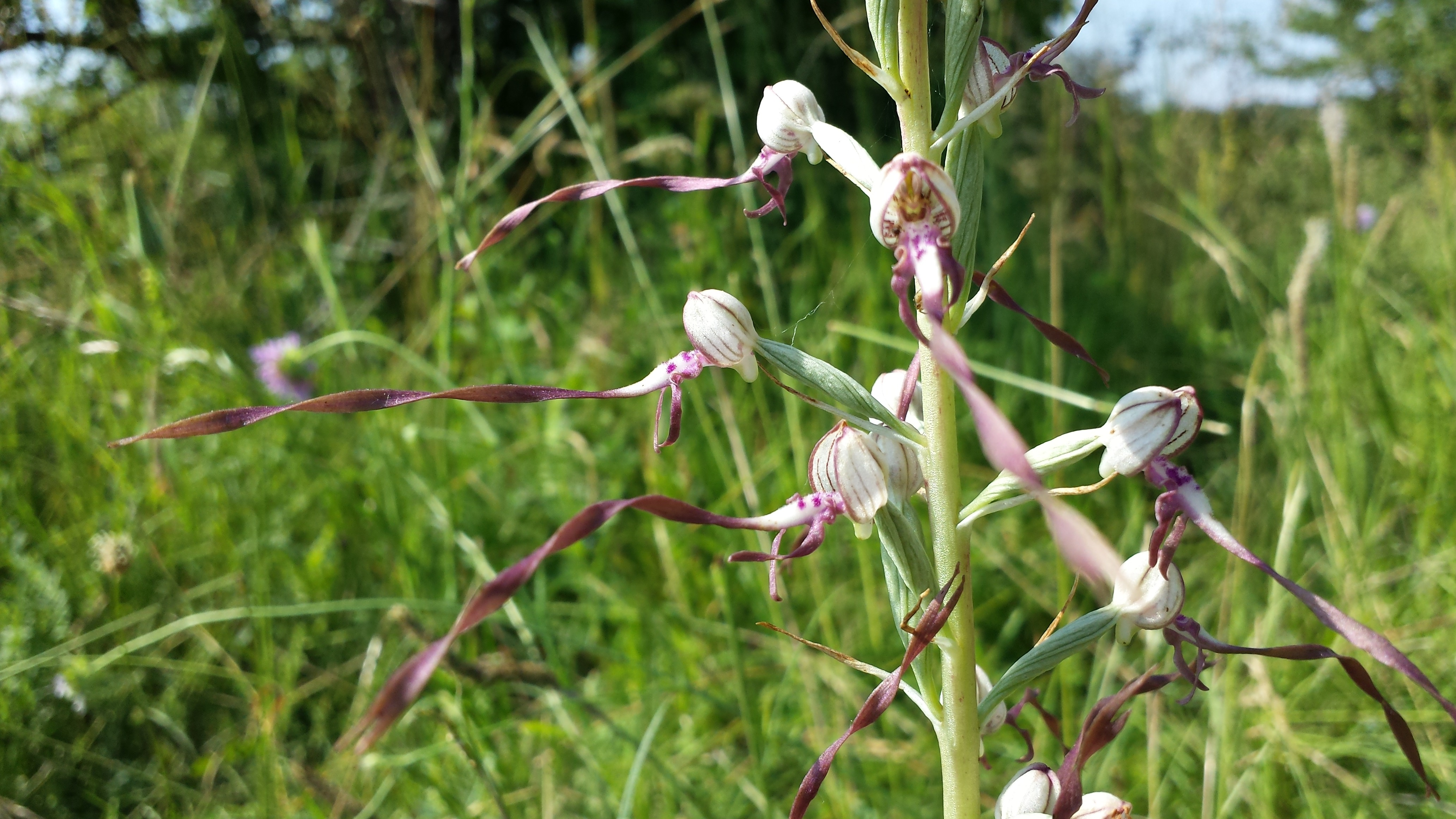
Část květenství

Vytrvalá bylina vysoká 30 až 60 cm s přímou, silnou, nevětvenou lodyhou vyrůstající z oválné, nedělené hlízy se silnými, řídkými kořeny. Lodyžní listy jsou podlouhle kopinaté, dlouze špičaté a spodní v době kvetení již zasychají.
Na konci lodyhy vyrůstá řídké klasnaté květenství o počtu 15 až 30 vícebarevných květů s čárkovitými, zelenými listeny. Šestičetné květy mají vnější okvětní lístky vejčité, vnitřní čárkovitě kopinaté, jsou 6 až 12 mm dlouhé a všechny skloněné do protáhlé přilby. Zvenčí jsou světle zelené, po okraji růžové až purpurové a zevnitř nachově žilkované. Trojlaločný, spirálově zkroucený pysk s válcovitou ostruhou je násobně delší než ostatní lístky, ve středu je bílý s nachovými tečkami a po okraji tmavě nachový, jeho střední lalok je na konci rozeklaný, bývá až 6 cm dlouhý, bílý s červenými skvrnami a na okraji nahnědlý, oba boční laloky jsou pouze 2,5 cm dlouhé a purpurově skvrnité.
Plody jsou válcovité tobolky s množstvím drobných, větrem šířených semen, z nichž jen nepatrný počet dá vzniknout nové rostlině.

## Rozmnožování
Rozmnožuje se téměř výhradně generativně, semeny. Obdobně jako ostatní orchideje potřebuje rostlina pro svůj několikaletý, složitý vývoj mykorhizu, spolupráci s půdními houbami, zajišťující ji potřebné živiny. Semeno neobsahuje látky nutné pro růst semenáčku, proto se musí již v době klíčení spojit s myceliem vhodné houby, které proroste do jeho kořínků. Přestože tobolka obsahuje až tisíce semen, jsou tato jen krátce životná a je málo pravděpodobné, že některé z nich zapadne na stanoviště vhodné jak po stránce fyzikálních podmínek, tak i obsazené kořínky požadované houby. Dosud se ani laboratorně nepodařilo zvládnou postup umělého pěstování.

## Ohrožení
Jazýček jadranský, rostoucí v české krajině na okraji svého areálu, byl v domácí přírodě vždy vzácný. Na jeho drastickém ústupu se podepsalo ničení vhodných biotopů zarůstáním náletovými dřevinami či nesklízenými vysokými travinami, silnými klimatickými výkyvy během minulých let nebo vždy neúspěchem končící snahou jednotlivců o jeho zakázané přesazení do zahrádek.
Pro další ochranu spojenou s péči o přežití stávající populace byl zařazen jako kriticky ohrožený druh již ve "Vyhlášce MŽP ČR č. 395/1992 Sb. ve znění vyhl. č. 175/2006 Sb.", stejně jako v "Červeném seznamu cévnatých rostlin České republiky" z roku 2012. Je rovněž chráněn v soustavě Natura 2000 a Agenturou ochrany přírody a krajiny ČR. Pravidelně je nejen sčítán a monitorován, ale po jeho vysemenění je areál pravidelně sečen a ke zvětšení nabídky nových, potenciálně vhodných stanovišť jsou prořezávány okolní dřeviny.